# Erna Schürer
Emma Costantino (Nápoles, Campania, Italia; 18 de agosto de 1942), más conocida por su nombre artístico Erna Shürer, es una actriz, modelo y presentadora de televisión italiana, a veces acreditada como Erna Scheurer o Erna Schuler.

## Biografía
Emma Costantino nació el 18 de agosto de 1942 en Nápoles, Campania, Italia. Se mudó a Milán y comenzó su carrera como modelo, posando para revistas como Vogue y Harper's Bazaar.
Costantino usó el nombre artístico de Erna Schürer e hizo su debut actoral en Il rossetto de Damiano Damiani en 1960. Después de algunos papeles menores, consiguió su primer papel importante en Le salamandre de Alberto Cavallone en 1969.
Costantino es la propietaria de la empresa Eurogift S.r.l.

## Filmografía

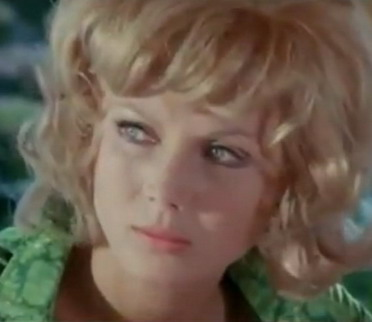
Shürer en Le Mans scorciatoia per l'inferno (1970).

| Año  | Título                                                 | Rol                  | Notas                  |
| ---- | ------------------------------------------------------ | -------------------- | ---------------------- |
| 1960 | Il rossetto                                            | Cinzia Severano      | Sin acreditar          |
| 1967 | Wanted Johnny Texas                                    |                      |                        |
| 1967 | 28 minuti per 3 milioni di dollari                     | Mylène               |                        |
| 1967 | Lola Colt                                              | Rose Rodríguez       |                        |
| 1967 | La battaglia dell'ultimo panzer                        | Jeanette             |                        |
| 1969 | Le salamandre                                          | Ursula               |                        |
| 1969 | Erotissimo                                             | Sylvie               |                        |
| 1969 | La bambola di Satana                                   | Elizabeth Ball Janon |                        |
| 1969 | Le altre                                               | Alessandra           |                        |
| 1970 | Le Mans scorciatoia per l'inferno                      | Sheila               |                        |
| 1970 | Il castello dalle porte di fuoco                       | Ivanna Rakowsky      |                        |
| 1970 | Le tue mani sul mio corpo                              | Mireille             |                        |
| 1972 | I leoni di Pietroburgo                                 | Anastasia            |                        |
| 1972 | Un gioco per Eveline                                   | Natalie              |                        |
| 1972 | Valeria dentro e fuori                                 | Evi                  |                        |
| 1972 | Sorelle Materassi                                      | Peggy                | Episodio: «Peggy»      |
| 1972 | La grande avventura di Scaramouche                     | Condesa Rossana      |                        |
| 1973 | Il tuo piacere è il mio                                | La gran duquesa      |                        |
| 1973 | Tecnica di un amore                                    | Sabina               |                        |
| 1973 | La notte dell'ultimo giorno                            | Chica suicida        |                        |
| 1974 | Il romanzo di un giovane povero                        |                      |                        |
| 1974 | Prigione di donne                                      | Gianna               |                        |
| 1974 | Scusi si potrebbe evitare il servizio militare? ...No! |                      |                        |
| 1974 | Carnalità                                              | Roberta              |                        |
| 1975 | Furia nera                                             | Ms. Chandler         |                        |
| 1975 | Nude per l'assassino                                   | Doris                |                        |
| 1975 | Due Magnum .38 per una città di carogne                | Gabry                |                        |
| 1975 | Les lesbiennes                                         |                      |                        |
| 1975 | Istantanea per un delitto                              | Mirna                |                        |
| 1976 | Voir Malte et mourir                                   | Rachel               |                        |
| 1976 | Le deportate della sezione speciale SS                 | Kapo Helga           |                        |
| 1977 | La vergine, il toro e il capricorno                    | Turista              |                        |
| 1977 | Che notte quella notte!                                | Maria                |                        |
| 1978 | Giorno segreto                                         |                      | En todos los episodios |
| 1979 | Bactron 317 ou L'espionne qui venait du show           |                      |                        |
| 1979 | Baila guapa                                            | La tía de Gloria     |                        |
| 1981 | Colpo di grazia alla sezione III                       | Rossini              |                        |
| 1981 | Esami di maturità                                      | Emma Walter          |                        |
| 1986 | La vita è una tromba                                   | Erna                 |                        |
| 1987 | Spettri                                                | Guía de la catacumba |                        |